# Benvenuto Franci
Benvenuto Franci (Pienza (Toscana), 1 de juliol, 1891 – Roma (Laci), 27 de febrer, 1985), va ser un baríton italià.

## Biografia
Franci va estudiar cant d'òpera a l'Accademia di Santa Cecilia Acadèmia Nacional de Santa Cecília de Roma amb el baríton Antonio Cotogni i Enrico Rosati.
Va debutar al Teatre Costanzi de Roma en el paper de Giannetto a l'òpera Lodoletta de Pietro Mascagni el 1918, i immediatament després, de nou a Roma, va interpretar el paper del faraó a Mosè in Egitto de Rossini, i Ford a Falstaff de Verdi. Més tard va cantar a l'estrena mundial de l'òpera Il piccolo Marat de Mascagni, i com Amonasro a l'Aïda de Verdi.
La seva carrera va continuar brillantment al Liceu de Barcelona, al Teatre Real de Madrid, a l'Arena de Verona, al Covent Garden de Londres (on va cantar com a Scarpia a Tosca el 1925 com Jeritza, a Rigoletto el 1931 i a Andrea Chénier el 1946), a l'Òpera de París, a Berlín, al Teatre Colón de Buenos Aires (del 1926 al 1930). Al Teatre de La Scala de Milà va cantar a partir de l'any 1923. Al Costanzi de Roma va participar, interpretant Neri Chiaramantesi, a l'estrena mundial de l'òpera La cena delle beffe d'Umberto Giordano, i va tenir l'oportunitat de fer el paper protagonista de Guglielmo Tell de Rossini, al costat del tenor Giacomo Lauri Volpi, en l'edició centenaria de l'òpera.
Franci va treballar constantment al Teatre de l'Òpera de Roma del 1928 al 1949, on va tenir l'oportunitat de treballar amb grans col·legues i directors il·lustres com el mestre Gino Marinuzzi. El seu repertori incloïa papers de Verdi i realistes, per la qual cosa va ser un gran Iago a Otello, Conte di Luna a Il trovatore, protagonista a Rigoletto de Verdi i Simon Boccanegra, així com Gerard a Andrea Chènier de Giordano, Scarpia a Tosca, Jack Rance a La fanciulla del West; també va ser un excel·lent Figaro al El barber de Sevilla de Rossini i el protagonista a Guillem Tell.
Franci era un cantant d'òpera molt polifacètic, destacava no només per les seves habilitats vocals, sinó també per les seves interpretatives. La seva veu era bella i tímbrica, i s'adaptava molt bé als papers dramàtics i exigents del repertori de barítons.
La filla de Franci, Marcella, era una bona soprano i va cantar després de la Segona Guerra Mundial, i el seu fill Carlo (nascut el 1927) va ser un famós director i compositor. Va ser director permanent de la Dublin Radio Orchestra i director de l'Orquestra del Teatro di Roma i de la Fenice de Venècia en nombroses temporades d'òpera. Va compondre l'òpera L'emperador, amb llibret de Luigi Silori, representada per primera vegada a Bèrgam al Teatre Donizetti l'any 1958.

## Gravats
(llista incompleta)
Fonotips
- C.2340 & C.2341 - La Gioconda (Ponchielli) - Duet: "Enzo Grimaldo, principe di Santafior, che pensi? - Fernando De Lucia (tenor) i Benvenuto Franci - Dir. Salvatore Sassano - Gravat a Nàpols l'11 d'abril de 1920;
- M.2342 - Les Pêcheurs de perles - (G.Bizet) - Duet: Dal tempio al limitar - Fernando De Lucia (tenor) i Benvenuto Franci - Dir Salvatore Sassano - Enregistrat a Nàpols l'11 d'abril de 1920.

Discs de 78 rpm - Columbia
- D 5096 - Un ballo in maschera, Alla vita - Un ball de màscares Eri tu;
- D 5109 - Il trovatore, Il balen del suo sorriso - La traviata Di Provenza;
- D 12456 - Lucia di Lammermoor, Cruda fatal smania - Dinorah (Meyerbeer) Sei vendicata assai;;
- D 5110 - Aïda, Quest'assisa - La Gioconda, O monument;
- D 5108 - Rigoletto, Som iguals - Rigoletto Sí venjança - Duet amb el soprano E.Surinach;
- D 12507 - I Pagliacci Pròleg - Otello credi;
- D 12508 - Andrea Chenièr, Un dì m'era di gioia - Andrea Chenièr Son sessant'anni;
- D 5127 - Les Pêcheurs de perles, (Bizet) Del Temple al Limitar amb el tenor Dino Borgioli - La Traviata Dei mie boilenti ordini Tenor D.Borgioli;
- D 5173 - Les Pêcheurs de perles, Del temple al limitar amb el tenor D. Borgioli - Faust Dio possente.